# Болтвудит
Болтвудит - мінерал, гідратований ураніл-силікат калію з формулою HK(UO2)(SiO4)·1,5(H2O). Утворюється внаслідок окислення та зміни первинних уранових руд. Він набуває форми корки на деяких урановмісних пісковиках. Ці корки, як правило, жовтуваті з шовковистим або склоподібним блиском.

## Відкриття та виникнення

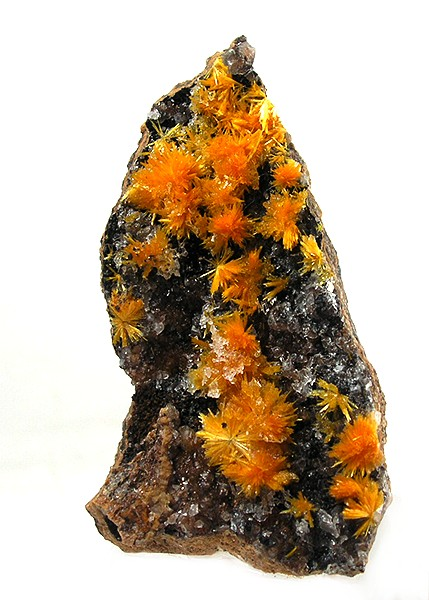
Помаранчево-жовтий болтвудит на темній кальцитовій матриці з Намібії (розмір: 5,2 х 3 х 2 см)

Вперше болтвудит був описаний 1956 р. за знахідкою у копальні Pick's Delta (Дельта, район Сан-Рафаель, графство Емері, штат Юта, США). Він названий на честь Бертрама Болтвуда (1870–1927), американського піонера радіохімії.
Болтвудит зустрічається як вторинна зміна силікатних корок, що оточують уранініт, і як заповнення тріщин. Він міститься в пегматитах і родовищах уранових пісковиків типу Колорадського плато. Його прояви асоційовані з уранінітом, бекерелітом, фурмар'єритом, фосфоуранілітом, гіпсом та флюоритом.

## Використання
Болтвудит є одним з урановмісних мінералів уранових руд. В Україні виявлений в межах Новоолексіївського рудопрояву, Ватутинського родовища (Український щит).